# 無宿 (映画)
『無宿』（やどなし）は、1974年（昭和49年）10月4日に公開された日本映画。製作は勝プロダクション、配給は東宝。昭和49年度文化庁芸術祭参加作品。
高倉健と勝新太郎が共演した、唯一の映画作品。アラン・ドロン主演、ロベール・アンリコ監督によるフランス映画『冒険者たち』をモチーフにした、男2人と女1人のロードムービー。

## あらすじ
刑務所で知り合った対照的な二人が奇妙な友情で結ばれ、足抜けさせた女郎と共に海底に沈む財宝を探し出そうとする冒険ロマン。

## スタッフ
- 監督：斎藤耕一
- 製作：勝新太郎、西岡弘善、真田正典
- 脚本：中島丈博、蘇武道男
- 撮影：坂本典隆
- 照明：中岡源権
- 音楽：青山八郎
- 編集：谷口登司夫
- 現像：東洋現像所
- 製作：勝プロダクション

## 出演者
- 駒形玄造：勝新太郎 ※クレジットトップ
- サキエ：梶芽衣子
- 斐川仙蔵：安藤昇
- 板東梅之丞：藤間紫
- 安：山城新伍（東映）
- 辰平：中谷一郎
- 常泰：三上真一郎
- 磯吉：今井健二
- 大場博人：大滝秀治
- 為造：殿山泰司
- ガセネタ売り：神津善行
- ユキノ：荒木道子
- 本宮勇作：石橋蓮司
- 百合香：栗崎昇
- 遺手姿さん：木下サヨ子
- 玉井組乾分A：伊吹新吾
- 轟謙二
- 北村英三
- 原口剛
- 鈴木康弘
- 秋山勝俊
- 藤春保
- 暁新太郎
- 南部彰三
- 小柳圭子
- 岡本健
- 細井伸悟
- 小川宗一
- 山岡鋭二郎
- 武見和士朗
- 下元年世
- 穴吹錠吉：高倉健 ※クレジットトメ

## 製作
1973年11月に高倉健主演映画として予定されていた東映製作の『海軍横須賀刑務所』に高倉が出演せず、勝新太郎が東映に初出演し、高倉の代わりの主演を務めたことから、このお礼として、東映の専属俳優・高倉が初めて他社出演した。当初のタイトルは『仁義の掟』で、『無宿（やどなし）』というタイトル変更は1974年8月。また監督には『津軽じょんがら節』を見て感銘を受けた勝が、当時松竹と優先本数契約を結んでいた斉藤耕一を招聘した。勝は「映画作りに飢えてる人間を集めて、これこそ映画だというものを作る。音楽にはソウルミュージックてのがある。それと同じにソウル・ムービーを作る」などと話した。

### 脚本
『冒険者たち』を下敷きに脚本を書かれたとされるが、製作中の文献に中島丈博が書いた脚本は日本版『スケアクロウ』と書かれたものがあり、『スケアクロウ』はバディムービーとして評価が高いが、日本では興行は振るわず。東映、松竹の幹部も『スケアクロウ』と同じような中年オヤジの話を日本でやってもヒットはしないと予想した。勝は「シナリオという一応のルールはあるが、おれと健ちゃんのセリフは、その場でおれたちがギリギリでひねり出すんだ。ことによると、おれたちの、役の上でのおれたちだけどさ、そのおれたちのセリフでレールそのものが変わりかねないんだ」とアドリブを取り入れる方針を話した。これに対して斎藤耕一監督は「アドリブというと少々軽薄な感じだけど、そうじゃなくて、カメラの前でベテラン俳優二人がギリギリで吐き出すセリフの重みをつかまえようということです」と説明した。勝、高倉ともシナリオの自身のセリフを自分流の表現に書き直して監督に渡すという手法が採られた。当然これは脚本家の軽視に当たる。

### 撮影
高倉健、 勝新太郎、梶芽衣子、安藤昇と全員売れっ子で東京で製作会見を開く予定だったが調整が付かず役者が全員出席の会見は行われなかった。1974年8月19日（月曜日）クランクイン。設定は1937年（昭和12年）だが、1974年（昭和49年）夏の日本の山や田園、海を捉えた映像が美しい。大半がロケだが、大映京都撮影所を基地に撮影が行われたと書かれた文献があるため、京都近辺でのロケと見られる。後半の海での宝探しは京丹後市。20分過ぎから田舎の夏祭シーンで、大勢の人たちの衣装や、露店等が昭和12年夏の設定で再現されており、正確性は不明だがお金がかかってそうなシーン。
高倉健、 勝新太郎、梶芽衣子の出身地は劇中では明かされないが、高倉、勝は関西弁、梶は広島弁らしき方言を喋る。梶は『仁義なき戦い 広島死闘篇』の靖子のようなキャラ。また後半の海のシーンで、為造（殿山泰司）も広島弁らしき言葉を喋る。

## 作品の評価

### 興行成績
前年1973年の岡田茂東映社長と俊藤浩滋プロデューサーの製作方針を巡る対立、東映お家騒動は（海軍横須賀刑務所#製作を参照）、同年3月、関東東映会の佐々木進会長を立て表面上の和解がなされたが、岡田は実際は俊藤に近いがお家騒動で中立を守った菅原文太主演の『実録飛車角 狼どもの仁義』を『無宿』と同時期にぶつける嫌がらせを行った。『無宿』の興行は惨敗したとされる。

### 作品評
本作で助監督を務め、その後、プロデューサーに転身した市古聖智は「失敗作だったが、勝新太郎、高倉健とも43歳の男盛りで、魅力的な作品だったと思う」などと述べている。市古は高倉健の遺作『あなたへ』の原案者でもある。
『読売新聞』は「口八丁手八丁のカツシンと、ガマンの美学の健サンというキャラクターを、グラフィックな映像美の斎藤耕一にあずけるという発想は面白い。だが、出来上がったものは、1＋1＋1＝3という程度で、予想外の、あるいは相乗的な面白さを生むまでには至っていない（中略）勝も高倉も、これまで彼らが永年にわたって創造して来た自分たちのキャラクター・イメージに、新しく磨きをかけようとしている。だが、見てる方には彼らが従来の自分たちのイメージをオーバーになぞっているように見えてしまう。斎藤耕一がいかにしっとりと情緒的に映像と音楽を組み合わせても、どうにも乗りきれない」などと評している。